# براندون بيرسفورد
براندون بيرسفورد (بالإنجليزية: Brandon Beresford)‏ هو لاعب كرة قدم أمريكي، ولد في 15 يوليو 1992 في لوما ليندا في الولايات المتحدة. شارك مع منتخب غيانا لكرة القدم. أما مع النوادي، فقد لعب مع FC London ‏.

## وصلات خارجية
- براندون بيرسفورد على موقع قاعدة بيانات كرة القدم.إي يو (الإنجليزية)
- براندون بيرسفورد على موقع ناشيونال فوتبول تيمز (الإنجليزية)
- براندون بيرسفورد على موقع Soccerway.com (الإنجليزية)